# Pig Island
Pig Island är en ö i Australien. Den ligger på Cockburn Reef i delstaten Queensland, omkring 2 000 kilometer nordväst om delstatshuvudstaden Brisbane.